# Resolución 1104 del Consejo de Seguridad de las Naciones Unidas
La resolución 1104 del Consejo de Seguridad de las Naciones Unidas, aprobada por unanimidad el 8 de abril de 1997, después de reafirmar las resoluciones 808 (1993) y 827 (1993) y  examinar las candidaturas para los cargos de magistrados del Tribunal Penal Internacional para la ex Yugoslavia recibidas por el Secretario General Kofi Annan el 13 de marzo de 1997, el Consejo estableció una lista de candidatos en concordancia al artículo 13 del Estatuto del Tribunal Internacional.
La lista de nominados fue la siguiente:
- Masoud Mohamed Al-Amri (Catar)
- George Randolph Tissa Dias Bandaranayake (Sri Lanka)
- Antonio Cassese (Italia)
- Babiker Zain Elabideen Elbashir (Sudán)
- Saad Saood Jan (Pakistán)
- Claude Jorda (Francia)
- Adolphus Godwin Karibi-Whyte (Nigeria)
- Richard May|Richard George May (Reino Unido)
- Gabrielle Kirk McDonald (Estados Unidos)
- Florence Ndepele Mwachande Mumba (Zambia)
- Rafael Nieto Navia (Colombia)
- Daniel David Ntanda Nsereko (Uganda)
- Elizabeth Odio Benito (Costa Rica)
- Fouad Abdel-Moneim Riad (Egipto)
- Almiro Simtes Rodrigues (Portugal)
- Mohamed Shahabuddeen (Guyana)
- Jan Skupinski (Polonia)
- Wang Tieya (China)
- Lal Chand Vohrah (Malaysia)

11 de los 19 candidatos serían escogidos para la Tribunal.